# Unia Solidarności Tajwanu
Unia Solidarności Tajwanu (chiń. upr. 台湾团结联盟; chiń. trad. 臺灣團結聯盟; pinyin Táiwān tuánjié liánméng) – partia polityczna w Republice Chińskiej na Tajwanie, należąca do koalicji Zielonych, najbardziej proniepodległościowa z ważnych partii tajwańskich. W literaturze, także polskiej, spotykana pod angielską nazwą Taiwan Solidarity Union (TSU); chiński skrót jej nazwy to 臺聯 (Tailian).
Założona w sierpniu 2001 roku pod patronatem byłego prezydenta Republiki Chińskiej Lee Teng-huia, który nieco wcześniej wystąpił z Kuomintangu po tym, jak kandydat tej partii, Lien Chan, przegrał wybory. Lee był oskarżany, że ze względu na swe proniepodległościowe poglądy sprzyjał raczej konkurentowi Liena, Chen Shui-bianowi. Nie pełniąc już żadnych funkcji oficjalnych, Lee mógł, zgodnie ze swymi sympatiami politycznymi, wykorzystać swą wielką popularność, by poprzeć ruch polityczny otwarcie realizujący program proniepodległościowy.
Utworzona głównie przez byłych kuomintangowskich zwolenników Lee, partia była pod jego wielkim personalnym wpływem, choć formalnym założycielem i przewodniczącym był były minister spraw wewnętrznych Huang Chu-wen.
Partia przejęła większość wyborców Tajwańskiej Partii Niepodległościowej; weszła w sojusz z DPP, tworząc tzw. Zieloną Koalicję, przy czym TSU zajmowała pozycję bardziej skrajną, otwarcie głosząc hasła niepodległości Tajwanu, podczas gdy DPP, stając się w 2000 r. partią władzy, przeszła na pozycje bardziej umiarkowane. TSU krytykowała też tajwańskie inwestycje w Chinach, obawiając się uzależnienia od ChRL. Największym jej sukcesem było zdobycie 13 mandatów w 225-osobowym Yuanie ustawodawczym (parlamencie) w wyborach w grudniu 2001 roku. TSU poparła Chen Shui-biana w wyborach prezydenckich 2004 i wspomagała DPP w rządzeniu, choć ich koalicja nie miała większości parlamentarnej; krytykowała jednak Chen Shui-biana, gdy wniesiono przeciw niemu oskarżenia korupcyjne. W wyborach lokalnych 2005 poniosła porażkę, a w wyborach parlamentarnych w 2008 nie przekroczyła wymaganego 5% poparcia i nie uzyskała żadnych miejsc. W wyborach parlamentarnych w 2012 roku uzyskała 3 mandaty. W kolejnych wyborach w 2016 roku nie udało jej się wprowadzić żadnego deputowanego.